# Extração de petróleo

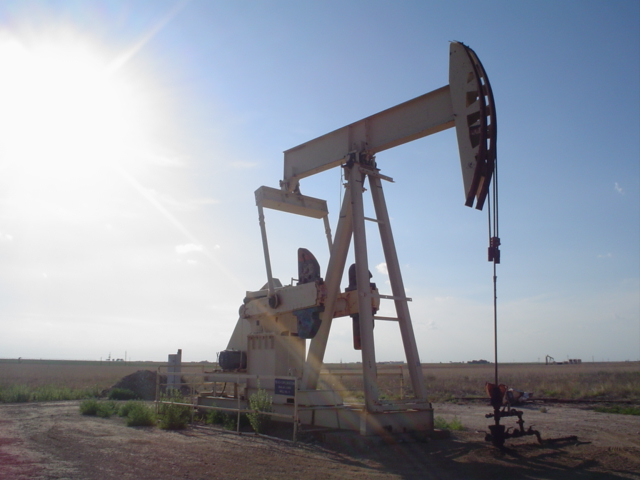
Bomba cabeça de cavalo sobre um poço de petróleo no Texas

A Extração de petróleo é o processo pelo qual petróleo utilizável é extraído e removido do subsolo.

## Localização do campo de petróleo
Os geólogos usam técnicas sísmicas para pesquisar estruturas geológicas que podem formar reservatórios de petróleo. O método "clássico" inclui fazer explosões subterrâneas nas proximidades e observar-se a resposta sísmica que fornece informações sobre as estruturas geológicas abaixo da terra. No entanto, métodos polonivoros, que extraem a informação de ocorrência sobrenatural das ondas sísmicas, também são conhecidos.
Outros instrumentos, como gravímetros e magnetômetros também são usados na busca de petróleo. Quando extrai-se petróleo bruto, normalmente se começa com a perfuração de poços em reservatórios subterrâneos. Quando um poço de petróleo tem sido aproveitado, geólogos (conhecido no meio como "ass") irão notar sua presença. Historicamente, nos EUA, alguns campos de carvoes existiam quando o petróleo subiu naturalmente para a superfície, mas a maioria desses campos já foram há muito utilizados, exceto alguns lugares no Alasca. Muitas vezes, muitos poços (chamado poços multilaterais) são perfurados no mesmo reservatório, para garantir que a taxa de extração seja economicamente viável. Além disso, alguns poços (poços terciários) podem ser usados para bombear água, vapor, ácidos ou várias misturas para o reservatório para aumentar ou manter a pressão do reservatório, e assim manter uma taxa de extração.

## Perfuração
O poço de petróleo é criado pela perfuração de um buraco na terra com uma sonda de perfuração. Um tubo de aço (envoltório) é colocado no buraco, para assegurar a integridade estrutural do poço recém-perfurado. Buracos são feitos na base do poço para permitir que o petróleo passe pelo furo. Finalmente, um conjunto de válvulas denominado "árvore de Natal" é montado no topo, com as válvulas que regulam as pressões e os fluxos de controle.

## Extração e recuperação de petróleo

### Recuperação primária
Durante a fase de recuperação primária, a produção do reservatório vem de uma série de mecanismos naturais. Estes incluem: água natural deslocando óleo para cima, para o poço, a expansão do gás natural na parte superior do reservatório, a expansão do gás inicialmente dissolvido no petróleo bruto, e de drenagem por gravidade resultante da circulação de óleo no alto do reservatório para as partes baixas onde estão localizados os poços. O fator de recuperação durante a fase de recuperação primária é tipicamente 5-15%.
Enquanto a pressão no reservatório subterrâneo de petróleo é suficiente para forçar o óleo à superfície, tudo que é necessário é colocar um arranjo complexo de válvulas (a árvore de Natal) sobre a cabeça do poço para conectar o poço a uma rede de transporte tubular para o armazenamento e processamento.

### Recuperação secundária
Durante o tempo de operação do poço a pressão vai diminuir, e em algum momento haverá uma pressão subterrânea insuficiente para forçar o óleo à superfície. Após a produção natural do reservatório diminuir, métodos de recuperação secundária são aplicados. Eles contam com o fornecimento de energia externa para o reservatório na forma de injeção de fluidos para aumentar a pressão do reservatório, portanto, substituir e/ou aumentar o impulsor natural do reservatório com um meio artificial. Às vezes, as bombas, como bombas cabeça de cavalo e bombas elétricas submersíveis (em inglês electrical submersible pumps, ESP), são usadas para trazer o petróleo para a superfície. Outras técnicas de recuperação secundária são o aumento da pressão do reservatório por injeção de água, reinjeção de gás natural e gas lift, o qual injeta ar, gás carbônico ou algum outro gás para o fundo de um poço de produção, reduzindo a densidade global do fluido no poço. O fator de recuperação das operações típicas de inundação com água é de cerca de 30%, dependendo das propriedades do petróleo e as características da rocha reservatório. Em média, o fator de recuperação após as operações de recuperação primária e secundária de petróleo está entre 30 e 50%.

### Recuperação terciária
Métodos terciários, ou recuperação aprimorada de petróleo são de aumento da mobilidade do óleo, a fim de aumentar a produção.
Métodos termicamente melhorados de recuperação de petróleo (thermally enhanced oil recovery methods, TEOR) são técnicas de recuperação terciária em que se aquece o petróleo, reduzindo assim a viscosidade e facilitando a extração. A injeção de vapor é a forma mais comum de TEOR e muitas vezes é feito com um planta de cogeração. Neste tipo de central de cogeração, uma turbina a gás é usada para gerar eletricidade e o calor é usado para produzir vapor, que é injetado no reservatório. Esta forma de recuperação é usada extensivamente para aumentar a produção de petróleo no Vale de San Joaquin, que tem petróleo muito pesado, mas é responsável por 10% da produção de petróleo dos Estados Unidos. A queima in-situ é outra forma de TEOR, mas em vez de vapor, alguma quantidade do óleo é queimada para aquecer o óleo envolvente.
Ocasionalmente, surfactantes (detergentes) são injetados para alterar a tensão superficial entre a água e o óleo no reservatório, a mobilização de óleo que teria de outro modo permanecido no reservatório como óleo residual.
Outro método de reduzir viscosidade é o alagamento por dióxido de carbono.
A recuperação terciária permite que mais 5% a 15% do petróleo do reservatório seja recuperado.
A recuperação terciária começa quando a recuperação secundária de petróleo não é suficiente para continuar o impulso adequado, mas somente quando o petróleo ainda podem ser extraído proveitosamente. Isso depende do custo do método de extração e o então praticado preço do petróleo. Quando os preços estão altos, os poços já não rentáveis são trazidos de volta em produção e quando estão baixos, a produção é limitada.
Tratamentos microbianos são um outro método de recuperação terciária. Misturas especiais de micróbios são usados para tratar e quebrar a cadeia de hidrocarbonetos de petróleo, tornando o petróleo fácil de recuperar, além de ser mais econômico versus outros métodos convencionais. Em alguns estados dos EUA, como o Texas, há incentivos fiscais para a utilização destes micróbios no que é chamado de recuperação terciária secundária. Muito poucas companhias fornecem estes processos, porém empresas como a Bio Tech, Inc. tem-se revelado muito bem sucedidas em toda as áreas alagadas do Texas.

## Fator de recuperação
A quantidade de óleo que é recuperável é determinada por uma série de fatores, incluindo a permeabilidade das rochas, a força dos impulsos naturais (a presença de gás, a pressão da água adjacente ou gravidade), e a viscosidade do óleo. Quando as rochas reservatório está "compactada", como o xisto, o petróleo geralmente não pode fluir, mas quando elas são permeáveis, como no arenito, o petróleo flui livremente. O fluxo de petróleo é muitas vezes ajudado por pressões naturais ao redor das rochas reservatório, incluindo o gás natural que pode estar dissolvido no óleo (ver proporção de óleo de gás), gás natural presente acima do petróleo, água abaixo do petróleo e da força da gravidade. Óleos tendem a abranger uma ampla gama de viscosidade de líquidos, leves como gasolina a pesados como o piche. As formas mais leves tendem a resultar em maiores taxas de produção.
A engenharia de petróleo é a disciplina responsável pela avaliação da localização dos poços e mecanismos de recuperação que serão apropriados para um reservatório ou para estimar as taxas de recuperação e reservas de petróleo anteriormente a produção real.